# Surachat Sareepim
Surachat Sareepim (thailändisch สุรชาติ สารีพิมพ์; * 24. Mai 1986 in Loei), auch als Geng (thailändisch เก่ง) bekannt, ist ein thailändisch-laotischer Fußballspieler.

## Karriere

### Verein
Das Fußballspielen lernte Surachat Sareepim auf der Chiangkhan School und auf der Patumkongka School. 2005 unterzeichnete er seinen ersten Profivertrag bei Police United, einem Verein aus Bangkok der in der zweiten Liga des Landes, der Thai Premier League Division 1, spielte. Nach 76 Einsätzen wechselte 2017 zum Bangkok Glass FC, dem heutigen BG Pathum United FC. Der Verein spielte in der Thai League, der höchsten Spielklasse des Landes. Ende 2018 musste er mit BG den Weg in die zweite Liga antreten. Ein Jahr später feierte er mit BG die Meisterschaft der zweiten Liga und den direkten Wiederaufstieg. Nach einer überragenden Saison 2020/21 wurde BG am 24. Spieltag mit 19 Punkten Vorsprung thailändischer Fußballmeister. Am 1. September 2021 gewann er mit BG den Thailand Champions Cup. Das Spiel gegen den FA-Cup-Gewinner Chiangrai United im 700th Anniversary Stadium in Chiangmai gewann man mit 1:0. Am 20. Mai 2023 stand BG das Endspiel des Thai League Cup. Das Finale wurde gegen Buriram United mit 2:0 verloren.

### Nationalmannschaft
Bis heute absolvierte Surachat Sareepim 6 Spiele für die thailändische Fußballnationalmannschaft. 2011 kam er zweimal zum Einsatz, 2012 stand er viermal auf dem Platz.

## Erfolge
Police United
- Thailändischer Zweitligameister: 2009, 2015

BG Pathum United FC
- Thailändischer Meister: 2020/21
- Thailändischer Vizemeister: 2021/22
- Thailändischer Zweitligameister: 2019  ▲
- Thailändischer Supercup-Sieger: 2021
- Thailändischer Ligapokalfinalist: 2022/23